# 苏埃姆
苏埃姆（法語：Souesmes，法語發音：[swɛm]）是法国卢瓦-谢尔省的一个市镇，位于该省东部，萨尔布里市区以东，和谢尔省接壤，属于罗莫朗坦-朗特奈区。

## 地理
苏埃姆（47°27'31"N, 2°10'45"E）面积99.5 平方千米，位于法国中央-卢瓦尔河谷大区卢瓦-谢尔省，该省份为法国中北部省份，北起厄尔-卢瓦省，东北接卢瓦雷省，东南接谢尔省，南至安德尔省，西南接安德尔-卢瓦尔省，西北接萨尔特省。
与苏埃姆接壤的市镇（或旧市镇、城区）包括：索尔德河畔布里农、索尔德河畔梅内特雷奥勒、楠赛、普雷利、圣蒙泰娜、索尔德河畔皮埃尔菲特、萨尔布里。

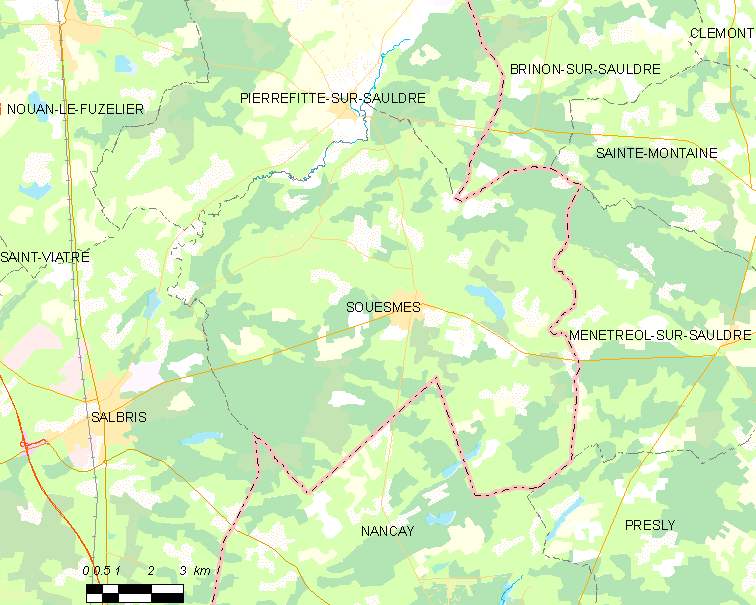
苏埃姆的OSM定位图

苏埃姆的时区为UTC+01:00、UTC+02:00（夏令时）。

## 行政
苏埃姆的邮政编码为41300，INSEE市镇编码为41249。

## 政治
苏埃姆所属的省级选区为拉索洛涅县。

## 人口

1962-2008年间苏埃姆人口变化图示

苏埃姆于2022年1月1日时的人口数量为1013人。